# Tomáš Karas
Tomáš Karas (ur. 16 maja 1975 w Pradze) – czeski wioślarz, srebrny medalista w wioślarskiej czwórce podwójnej podczas Letnich Igrzysk Olimpijskich w Atenach.

## Osiągnięcia
- Mistrzostwa Świata – Račice 1993 – ósemka – 9. miejsce[1].
- Mistrzostwa Świata – Kolonia 1998 – dwójka podwójna – 11. miejsce[1].
- Mistrzostwa Świata – St. Catharines 1999 – dwójka podwójna – 14. miejsce[1].
- Mistrzostwa Świata – Mediolan 2003 – ósemka – 11. miejsce[1].
- Igrzyska Olimpijskie – Ateny 2004 – dwójka podwójna – 2. miejsce[1].
- Mistrzostwa Świata – Gifu 2005 – dwójka bez sternika – 11. miejsce[1].
- Mistrzostwa Świata – Eton 2006 – czwórka podwójna – 5. miejsce[1].
- Mistrzostwa Świata – Monachium 2007 – czwórka podwójna – 5. miejsce[1].
- Mistrzostwa Europy – Ateny 2008 – czwórka podwójna – 4. miejsce[1].
- Mistrzostwa Świata – Poznań 2009 – czwórka podwójna – 11. miejsce[1].